# Stoppie

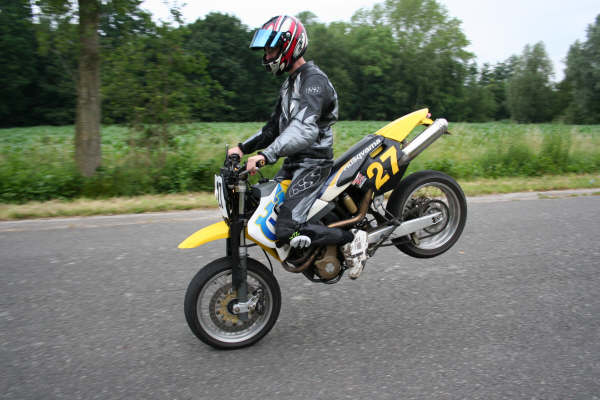
Stoppie med en motorcykel.

En stoppie (även känt som endo) är ett trick som utförs på cykel, motorcykel eller moped. Tricket går ut på att föraren av fordonet håller en hastighet av ca. 15km/h och gör en inbromsning med frambromsen som ökar i kraft. Detta gör att bakdäcket höjs, och föraren försöker att hålla balansen så långt det går.